# Larry Holmes
Larry Holmes (Cuthbert, Geórgia, 3 de novembro de 1949) é um ex-lutador de boxe norte-americano. Foi campeão mundial dos pesos pesados entre 1978 e 1985.Foi o único lutador na história a nocautear (tko) Muhammad Ali. O jab de esquerda de Holmes é classificado entre os melhores da história do boxe.